# 拉傑殊·坎纳
拉傑殊·坎纳（真實姓名為：贾丁·坎纳（Jatin Khanna）；1942年12月29日—2012年7月18日）是印度知名电影男演員。拉傑殊·坎纳是宝莱坞電影界備受尊崇的演員之一，有「首位巨星」（first superstar）的綽號。
他曾三次榮獲印度電影觀眾獎的最佳男演員殊榮。1969年至1971年間，坎纳有連續出演15套票房成功的電影紀錄。2012年7月12日，他因癌症逝世。
2013年，坎纳去世後獲得印度政府頒發的莲花装勋章（Padma Bhushan），以表揚他在演藝界的成就。

## 外部連結
- 拉傑殊·坎纳在互联网电影资料库（IMDb）上的資料（英文）